# 주핀란드 대한민국 대사관
주핀란드 대한민국 대사관(핀란드어: Korean tasavallan suurlähetystö Suomessa, 스웨덴어: Republiken Koreas ambassad i Finland)은 1973년 핀란드 헬싱키에 개설된 대한민국 외교부 소속의 대사관이다.

## 역사
1971년 5월 26일 주핀란드 대한민국 통상 대표부를 설치한 뒤 1973년 8월 24일 양국의 외교 관계 수립과 함께 통상 대표부를 대사관으로 승격하였다. 핀란드는 과거 중립 외교 정책을 표방하여 남북한 관계에서도 엄정 중립을 지켜왔으나, 동서 냉전 종결 이후 대한민국과의 관계를 중시하여 유엔 등 국제 기구에서 대한민국의 입장을 지지하고 있다.
조선민주주의인민공화국과는 1973년 4월 외교 관계를 수립하고 같은 해 6월 주핀란드 조선민주주의인민공화국 무역 대표부를 대사관으로 승격하였으나 1999년 4월 폐쇄하였다(주스웨덴 조선민주주의인민공화국 대사관이 겸임).

## 같이 보기
- 주한 핀란드 대사관
- 대한민국의 재외공관 목록
- 핀란드 주재 외국공관 목록
- 대한민국-핀란드 관계